# Dualizm substancjalny
Dualizm substancjalny – pogląd filozoficzny postulujący istnienie odrębnych substancji cielesnej i umysłowej.
Dualizm substancjalny wiąże się z problemem ciało-umysł.
Dylemat ten dotyczy wzajemnych związków pomiędzy tym, co fizyczne, a tym, co duchowe, zwłaszcza zaś związków przyczynowo-skutkowych. Problem ten próbował rozwiązać Kartezjusz, choć rozumiał on go inaczej, niż definiuje się go obecnie. Uczony też uważał, że umysł i mózg istnieją od siebie niezależnie. W efekcie pytał choćby o to, w jaki sposób konkretna zmiana w ciele (np. uszkodzenie) wywołuje odpowiednią zmianę w umyśle (np. ból). Na tym właśnie polega dualizm substancjalny – na dwóch odrębnych substancjach (chociaż Karl Popper postulował nawet 3 odrębne światy, dodając jeszcze świat kultury i manifestacji tejże).
Pogląd taki ma ważne implikacje. Jeśli umysł istnieje niezależnie od ciała, to ani samo ciało, ani należący doń mózg w żadnym wypadku nie są świadome (choć jak najbardziej uznaje się je za żywe). Dusza istnieje oddzielnie od nich, w jakiś niepojęty sposób doń przytwierdzona. Zamieszkuje ona jakby w ciele i to zamieszkuje je tymczasowo, nie na stałe.
Jednakże dualizm substancjalny pociąga za sobą również istnienie dwóch różnych rodzajów energii. Oprócz energii znanej z fizyki obejmuje również energię duchową. Jednak podejście takie sprzeczne jest ze współczesną fizyką, choćby z zasadą zachowania energii. Próbą rozwiązania tego problemu jest założenie, że całkowita energia pozostaje stała, gdyż ubytkowi energii cielesnej towarzyszy zawsze przyrost energii duchowej i odwrotnie. Inny pomysł podaje z kolei, że umysł tylko modyfikuje rozkład energii w świecie, nie zmieniając całkowitej jej ilości. Na przykład Eccles proponuje, że umysł zmienia prawdopodobieństwo zdarzeń zachodzących w neuronach, nie potrzebując do tego żadnej energii, mechanizm tego działania starając się wyjaśnić przez hipotetyczne zmiany wytwarzania pęcherzyków synaptycznych przez kwantowe pole prawdopodobieństwa.
John Searle określa podane wyżej hipotezy „gimnastykowaniem umysłów”. Generalnie panuje jednak opinia, że dualizm substancjalny jest przeżytkiem, że nie podano żadnych przekonujących wyjaśnień, jak oddziaływanie na siebie dwóch tak odmiennych substancji miałoby być możliwe. Jego zwolennicy są obecnie w mniejszości. Wedle Searle’a współcześnie główne argumenty za przyjęciem dualizmu  substancjalnego mają charakter religijny. Postulując niezależne istnienie ciała i duszy, pogląd taki pozwala na istnienie duszy również bez ciała, a więc na nieśmiertelność duszy i jej życie wieczne.
Jednakże wedle współczesnej nauki świadomość istnieje tylko przy udziale pewnych procesów zachodzących w mózgu, procesów o naturze fizycznej. Nie ma żadnych dowodów na istnienie jakiejkolwiek świadomości czy jakiegokolwiek umysłu nie opierającego się o procesy fizyczne.